# Wołyńska Brygada Kawalerii

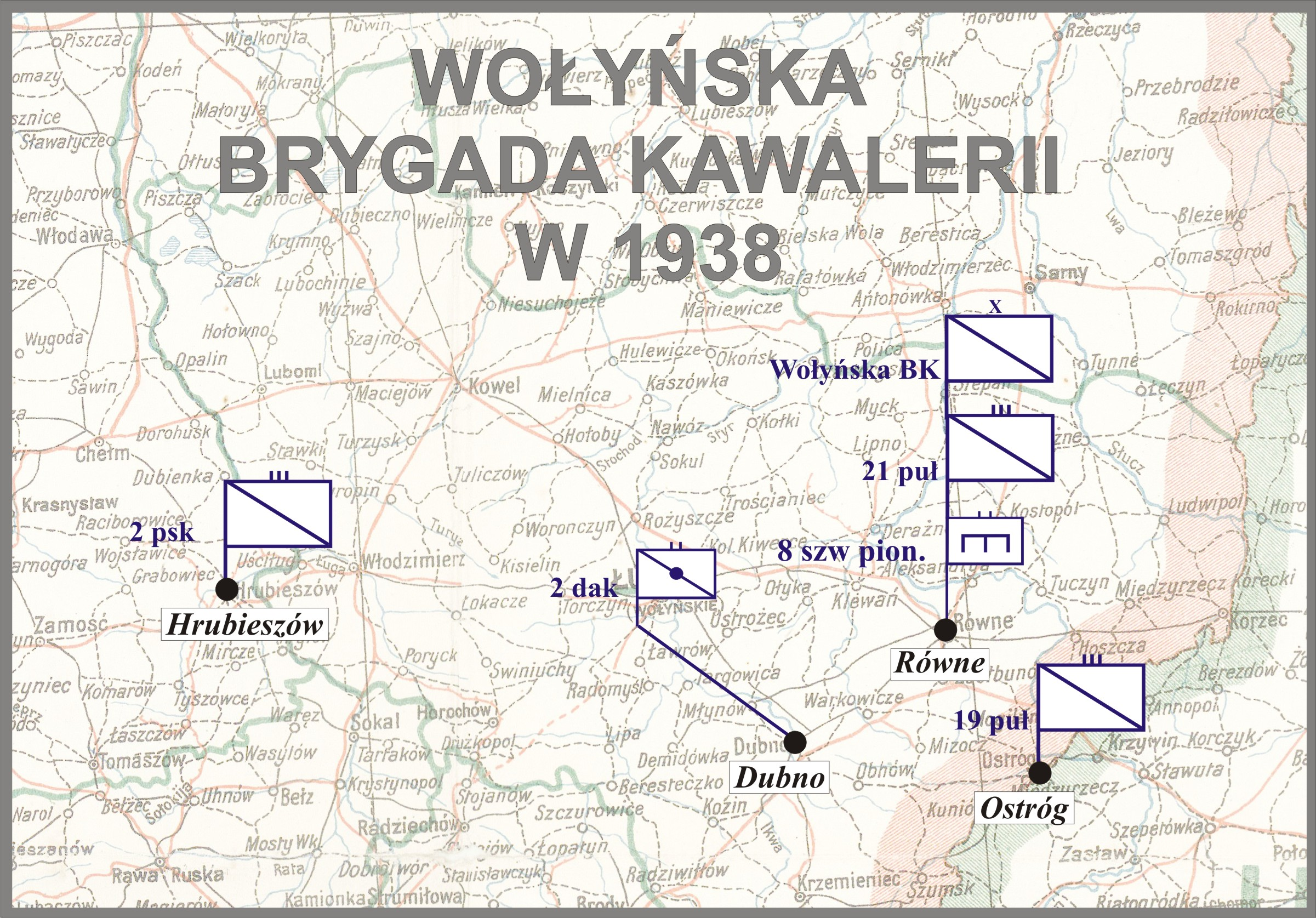
Wołyńska BK w 1938

Wołyńska Brygada Kawalerii (Woł. BK) – wielka jednostka kawalerii Wojska Polskiego II RP.
W czasie kampanii wrześniowej brygada walczyła w składzie Armii „Łódź”. W okresie bitwy granicznej walczyła pod Mokrą, powstrzymywała nieprzyjaciela pod Ostrowami i przeprowadziła udany wypad na kolumnę pancerną 1 DPanc w Kamieńsku. W czasie odwrotu biła się  pod Cyrusową Wolą, później, w składzie Grupy Kawalerii gen. Andersa  wzięła udział w bitwie pod Mińskiem Mazowieckim. 19 pułk ułanów, 2 pułk strzelców konnych  i 2 dak walczyły pod Krasnobrodem i Hutą Rożniecką. Część 12. i 21 pułku ułanów stanowiła zgrupowanie kawalerii mjr. Juniewicza i broniła Warszawy.

## Utworzenie i skład
Minister spraw wojskowych rozkazem Dep. Dow. Og. 1820. Org. Tj. nadał z dniem 1 kwietnia 1937 roku dotychczasowej Brygadzie Kawalerii „Równe” nazwę „Wołyńska Brygada Kawalerii”. Pierwszym dowódcą Wołyńskiej BK został dotychczasowy dowódca BK „Równe”, płk dypl. Adam Korytowski, który w marcu 1938 awansował na generała brygady. W czerwcu 1939 na stanowisko dowódcy brygady został wyznaczony płk dypl. Julian Filipowicz, dotychczasowy dowódca 3 Pułku Strzelców Konnych w Wołkowysku. 
Organizacja pokojowa w latach 1937–1939
- dowództwo Wołyńskiej Brygady Kawalerii w Równem
- 19 pułk Ułanów Wołyńskich im. gen. Edmunda Różyckiego w Ostrogu
- 21 pułk Ułanów Nadwiślańskich w Równem
- 2 pułk strzelców konnych w Hrubieszowie
- 2 dywizjon artylerii konnej im. gen. Józefa Sowińskiego w Dubnie
- 8 szwadron pionierów w Równem
- 4 szwadron łączności w Równem

Pododdziały przydzielane podczas mobilizacji:
- 11 Batalion Strzelców
- 21 Dywizjon Pancerny
- 82 bateria przeciwlotnicza[4].

## Pokojowa obsada personalna dowództwa brygady
Dowódcy brygady
- gen. bryg. Adam Korytowski (31 III 1930 – 5 VII 1939 → zastępca dowódcy OK IV)
- płk dypl. kaw. Julian Filipowicz (VII - IX 1939)

Szefowie sztabu
- mjr dypl. kaw. Stanisław II Krogulski (VI 1930[5] - XI 1932 → Sztab Główny[6])
- ppłk dypl. kaw. Janusz Bokszczanin (1 XI 1932[7] - 22 XII 1934 → zastępca dowódcy 7 puł.)
- rtm. dypl. Feliks Guzowski (od 22 XII 1934[8])
- mjr dypl. kaw. Wilhelm Lewicki (1937 - IX 1939)

I oficerowie sztabu
- kpt. dypl. art. Stanisław Koszutski (do VIII 1939 → kwatermistrz brygady

Obsada personalna i struktura organizacyjna w marcu 1939 roku
- dowódca brygady – gen. bryg. Adam Korytowski
- szef sztabu – mjr dypl. Wilhelm Lewicki
- I oficer sztabu – kpt. dypl. art. Stanisław Paweł Koszutski
- II oficer sztabu – rtm. Bogdan Possart
- dowódca łączności – kpt. łączn. Izydor Stanisław Malinowski
- oficer intendentury – kpt. int. z wsw Mieczysław Parniewski

## Udział w wojnie obronnej 1939

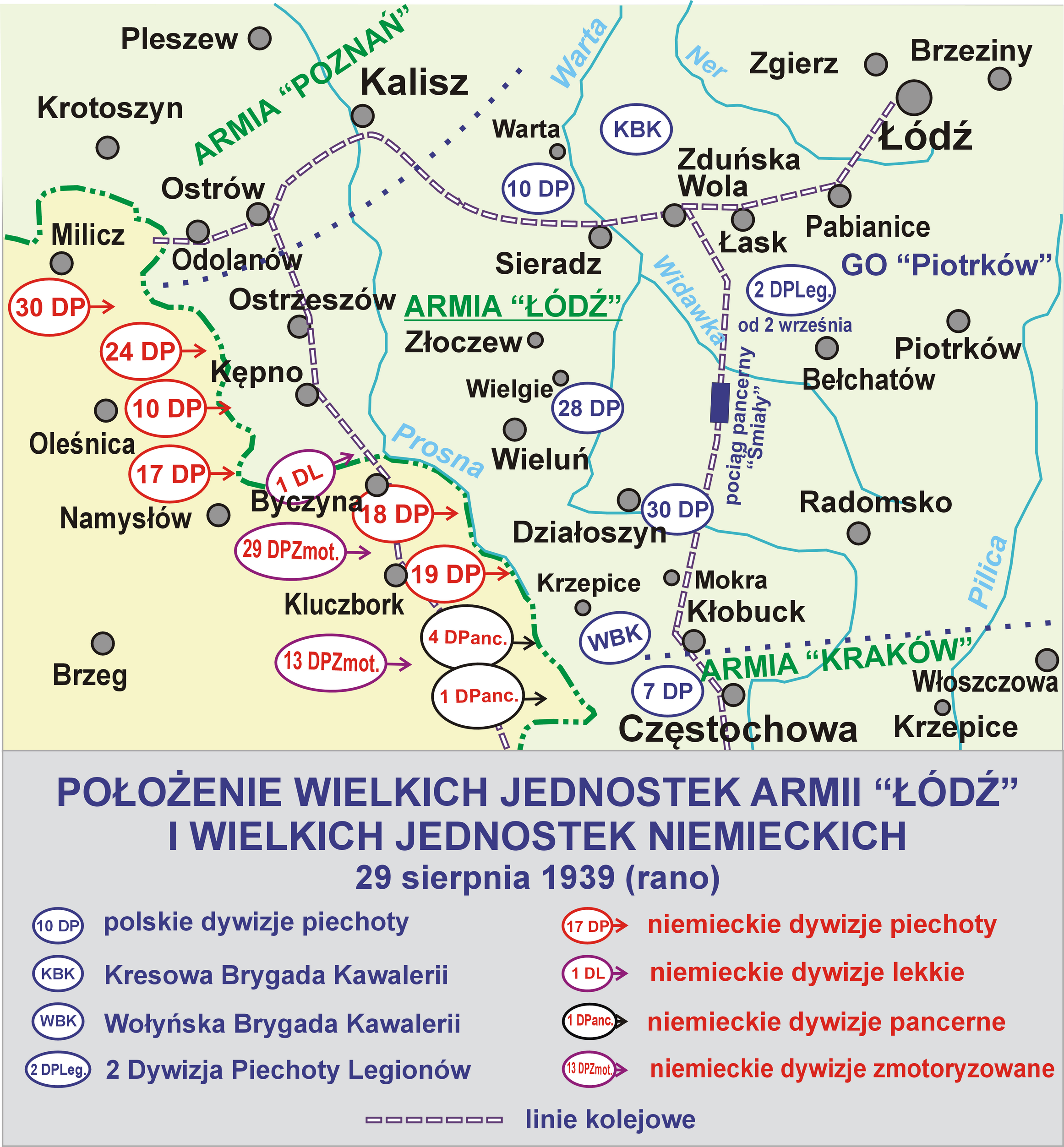
Brygada walczyła w składzie Armii „Łódź”

Wołyńska Brygada Kawalerii pod dowództwem płk. dypl. Juliana Filipowicza została zmobilizowana w ramach mobilizacji alarmowej 14-17 sierpnia i 18-19 sierpnia jej zasadnicze siły przybyły w rejon Radomska. Brygada wchodziła w skład Grupy Operacyjnej „Piotrków” w Armii „Łódź”. W skład brygady włączono ponadto pod koniec sierpnia 12 Pułk Ułanów Podolskich ze składu Kresowej Brygady Kawalerii, którego pokojowym garnizonem była Białokrynica k. Krzemieńca, z uwagi na wcześniejsze zmobilizowanie pułku od macierzystej brygady. W miejsce 11 batalionu strzelców, który przybył w rejon rozwinięcia dopiero 31 sierpnia, przed walkami 1 września dowódcy brygady podporządkowano także czasowo IV batalion 84 Pułku Piechoty z 30 DP.
1 i 2 września
1 września udanie broniła się w lasach na północ od Kłobucka pod wsiami Mokra, Mokra II i Mokra III przed natarciem niemieckiej 4 Dywizji Pancernej gen. por. Georga Hansa Reihardta (bitwa pod Mokrą). Tego dnia brygada straciła ok. 400 ludzi i 5 dział, niszcząc około 150 pojazdów nieprzyjaciela, w tym 76 czołgów. Walka ta uchroniła czasowo 7 Dywizję Piechoty od jej okrążenia od strony północnej przez niemiecką 4 Dywizję Pancerną. 
2 września – po wycofaniu się – Brygada stawiła całodzienny opór niemieckiej 4 Dywizji Pancernej pod Ostrowami, znów ponosząc duże straty. 
3 września
Po stoczeniu pomyślnej walki z 4 DPanc w lasach w rejonie m. Ostrowy brygada wycofała się do rejonu Brzeźnicy Nowej celem zabezpieczenia wschodniego skrzydła armii. Nocą oderwała się bez trudności od nieprzyjaciela i o świcie osiągnęła rejon: Łękińsko, Łękawa i Janów Nowy. W ciągu dnia główne siły brygady odpoczywały. Wieczorem brygada otrzymała od dowódcy armii zadanie zorganizować wypad  w rejon Kamieńska na rozmieszczone tam zgrupowanie wojsk pancernych i zmotoryzowanych, a następnie miała przejść do odwodu w rejonie Głupice – Drużbice. 12 pułk ułanów i 11 batalion strzelców miał działać na kierunku Rozprzy, a 2 pułk strzelców konnych na Kamieńsk. Po zbliżeniu się do Kamieńska 2 psk spieszył się i wszedł do miasta bez otwierania ognia. Zapalił cysterny z materiałami pędnymi, zadał również nieprzyjacielowi straty w ludziach i wycofał się bez strat własnych.
5 września

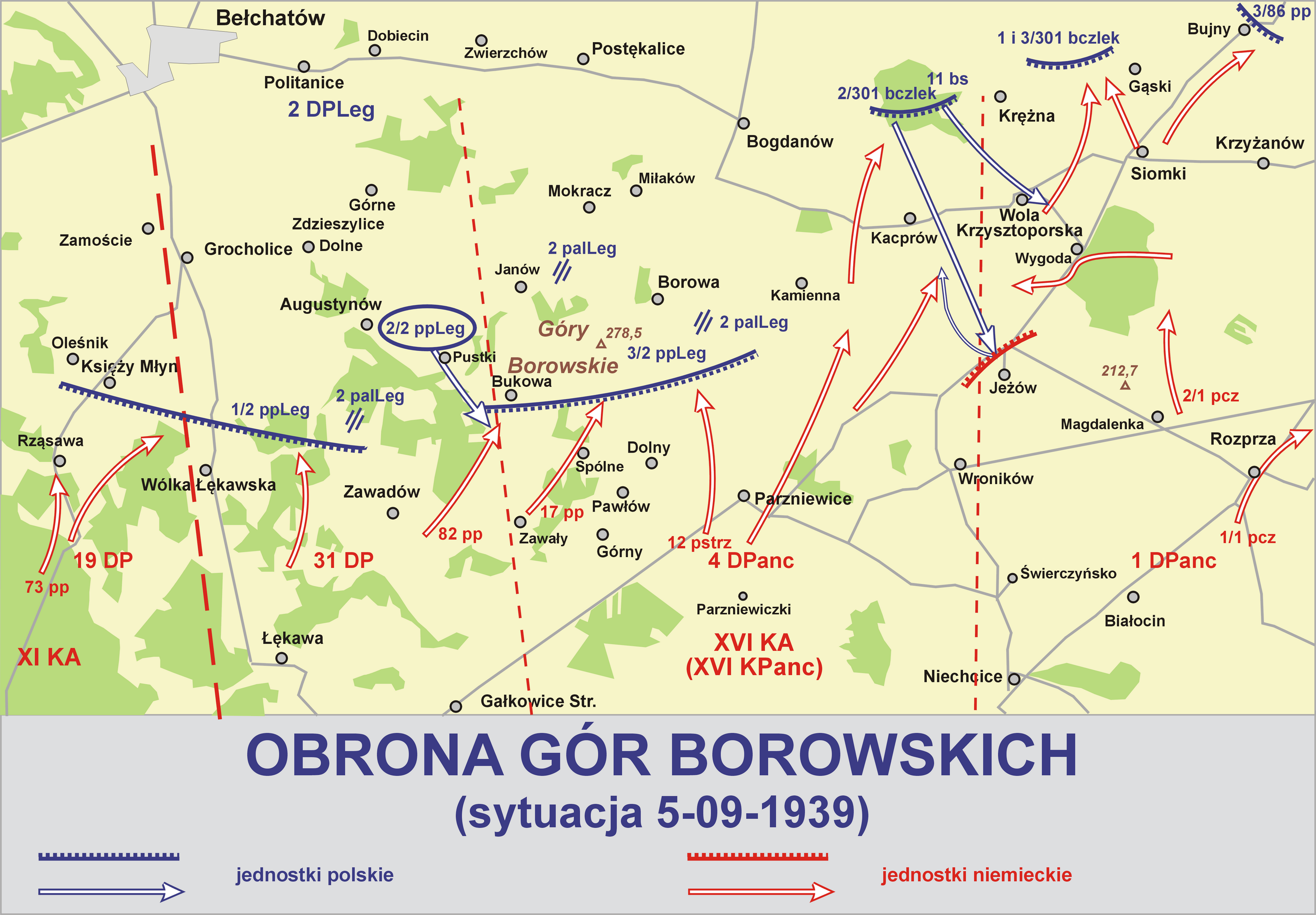
11 Batalion Strzelców brygady brał udział w walkach

Ześrodkowana w drugim rzucie GO „Piotrków” Wołyńska Brygada Kawalerii 5 września stanowiła odwód dowódcy Armii i nie brała udziału w walce całością sił. W rejonie Gór Borowskich walczył jej 11 batalion strzelców.
6 września
Brygada w dalszym ciągu pozostawała w drugim rzucie GO „Piotrków” i była ześrodkowana w rejonie: Wadlew – Parok – Rawicz – Józefów. Dowódca brygady zachowywał gotowość  pododdziałów do manewru na lewe skrzydło 30 DP w razie uderzenia na tym kierunku XVI KPanc. Ponadto systemem patroli prowadził rozpoznanie w rejonie Piotrkowa. 1 batalion strzelców po poniesionych stratach rozkazem dowódcy brygady został wyłączony ze składu 30 DP i odesłany na tyły.
7 września
Wołyńska Brygada Kawalerii broniła się na południe od Andrespola z przednim skrajem obrony na rubieży: Giemzów – południowy skraj lasu Leśne – Odpadki – Wygoda – Bukowiec. Stanowisko dowodzenia Wołyńskiej Brygady Kawalerii rozwinięto w rejonie Bukowca (przed pierwszorzutowymi oddziałami). Jej ugrupowanie bojowe było cofnięte o około 14 km w stosunku od lewego skrzydła 30 DP. Z tego względu GO „Piotrków” nie miała ani jednolitego systemu obronnego, ani zabezpieczonego lewego skrzydła 30 DP.
Oddziały brygady już od wczesnych godzin rannych były atakowane przez zmotoryzowany oddział rozpoznawczy niemieckiej 19 DP. Około 10.00 obrona 12 pułku ułanów zaczęła pękać i szwadrony przeszły do działań opóźniających. W tym czasie płk Filipowicz rozpoczął przegrupowanie całości sił brygady w kierunku północnym. Wycofanie Wołyńskiej BK spowodowało odsłonięcie  lewego skrzydła 30 DP.
Po południu  gen. Thommée nakazał kontynuowanie działań opóźniających w kierunku na Brzeziny i rzekę Mrogę. Wołyńska Brygada Kawalerii miała osłaniać przegrupowanie 30 DP z kierunku wschodniego i bronić się do północy na rubieży Stróża – Bukowiec – Zielona Góra, następnie przegrupować się do rejonu Dąbrówka – Poćwiardówka. Ponadto otrzymała zadanie osłony ześrodkowujących się 2., 28. i 30 DP. Później miała się przegrupować w rejon lasów Przyłęk Duży z zadaniem osłony lewego skrzydła GO „Piotrków”.
8 września
Rano brygada przyjęła w lesie na zachód od Woli Cyrusowej następujące ugrupowanie: 2 pułk strzelców konnych bronił się w północnej części lasu;  21 pułk ułanów  rozwinął pododdziały w północno-zachodni skraj tego lasu, ubezpieczając się plutonem kolarzy w Poćwiardówce. Odwód stanowiły 12. i 19 pułk ułanów oraz 21 dac. 
O 7.00 przed przednim skrajem obrony brygady  obrony brygady pojawił się oddział rozpoznawczy niemieckiej 10 DP. Idące za nim zasadnicze siły dywizji pod przykryciem ognia artylerii rozwinęły sie i przeszły do natarcia na środkową część lasu, gdzie obrona polskiej brygady była najsłabsza. Oddziałom niemieckim udało się wyjść na tyły 2 psk. Pułk przeszedł więc do działań opóźniających w kierunku północno-wschodnim poza masyw leśny. Osamotniony 21 pułk ułanów, atakowany ze wszystkich stron, stawiał przeważającym siłom nieprzyjaciela wyjątkowo silny opór na kolejnych rubieżach obrony.  W Poćwiardówce został rozbity jego pluton kolarzy.
Około 15.00 Niemcy wyprowadzili natarcie z kierunku Strykowa uderzając na Wołyńską BK i 36 pułk piechoty. Zaatakowane oddziały polskie odrzuciły niemiecką piechotę. Wówczas do działania weszło lotnictwo. Także niemiecka artyleria zintensyfikowała ostrzał. O 17.30 niemiecka 10 DP przeszła do kolejnego natarcia. Pierwszorzutowy 21 pułk ułanów, odcięty od sił głównych brygady, ponosił największe straty. W tym też czasie został czasowo okrążony 1 szwadron, który jednak zdołał się przebić przez niemieckie szyki bojowe. Działania obronne 21 p.uł. wsparły drugorzutowe 12. i 19 pułków ułanów oraz 21 dywizjon pancerny. Nie mogąc uderzeniami czołowymi złamać oporu, niemiecka piechota zaczęła oskrzydlać broniące się oddziały brygady. W związku z tym brygada przeszła do działań opóźniających.

Przed 19.00 płk  Filipowicz wydał rozkaz oddziałom (bez 21 p.uł.) do przegrupowania się za Mrogę przez Kołacin. 21 pułk ułanów walczył bez  łączności i w całkowitym oderwaniu d sił głównych brygady. Pod naporem nieprzyjaciela dokonywał manewru  w kierunku północno-wschodnim.
W walkach pod Wolą Cyrusową odniósł kontuzję dowódca 19 p.uł. ppłk dypl. Pętkowski, a dowódca 2 dak, ppłk Kamiński, został ranny. Poległo kilkudziesięciu ułanów, a wśród nich dowódca 1/2 dak, kpt. Kawecki.
Na prośbę dowódcy Wołyńskiej BK,  gen. Thommee zmienił rejon ześrodkowania brygady z przewidywanego w lesie Przyłęk Duży na Chlebów.
9 września
Po walkach w lesie na zachód od Woli Cyrusowej i nocnym przegrupowaniu brygada  ześrodkowała się w lesie pod Chlebowem. Rano do sił głównych dołączył też  21 pułk ułanów. Na rozkaz dowódcy GO brygada maszerować miała dalej na wschodni brzeg Rawki w rejon Suliszewa. W rejonie ześrodkowania Wołyńskiej Brygady Kawalerii przegrupowywały się też 2 i 28 DP. W wyniku mylnej oceny przeciwnika brygada samowolnie (bez informowania gen. Thommée) wycofała się przez Miedniewice, Szymanów i Kampinos do Puszczy Kampinoskiej.
W południe oddziały brygady rozpoczęły przegrupowanie. Po wykonaniu 60-kilometrowego marszu, ześrodkowała się 10 września w rejonie na północny zachód od Kampinosu. Tak głębokie przegrupowanie się brygady wyłączyło ją ze składu GO gen. Thommee i  pozbawiło dowódcę GO manewrowego odwodu.
Od 11 września
11 września bez walki przekroczyła Wisłę pod Nowym Dworem Mazowieckim.

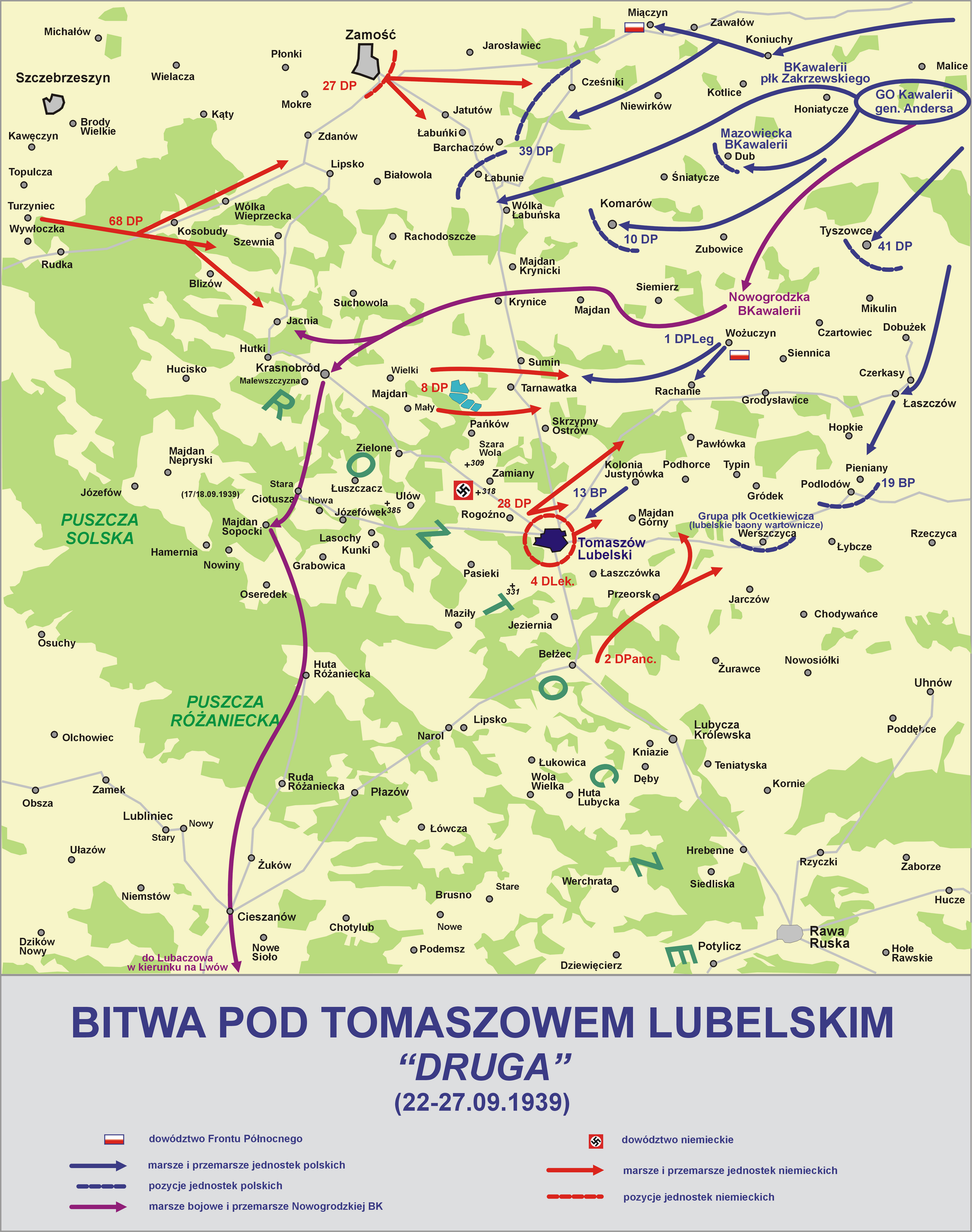

13 września razem z Nowogródzką Brygadą Kawalerii ruszyła do natarcia na Mińsk Mazowiecki. Wstępnym bojem zdobyła wieś Cyganka i obsadziła linię Cyganka – Choszczówka. Gdy napór nieprzyjaciela wzmógł się, atak Brygady nie tylko został zatrzymany, ale i utraciła ona wieś Cygankę. Było to ostatnia bitwa, w której Wołyńska Brygada Kawalerii występowała jako zwarta jednostka. Dalej część 12 pułku ułanów i 21 pułku ułanów wzięła udział w obronie Warszawy w ramach Zbiorczej Brygady Kawalerii do kapitulacji stolicy 28 września. 
Pozostałe oddziały Brygady weszły w skład Frontu Północnego gen. Stefana Dąba-Biernackiego. 22 września weszły na niemiecką 68 Dywizję Piechoty płk. Georga Brauna pod Suchowolą. Następnie walczyły pod Krasnobrodem i Hutą Różaniecką.

## Organizacja wojenna brygady we wrześniu 1939
- Kwatera Główna Wołyńskiej Brygady Kawalerii
- 19 pułk ułanów
- 21 pułk ułanów
- 2 pułk strzelców konnych
- 2 dywizjon artylerii konnej
- dyon pancerny nr 21
- bateria artylerii przeciwlotniczej motorowa nr 82 – dowódca ppor. Józef Jahołkowski
- szwadron kolarzy nr 4 – dowódca por. Stefan Suchodolski
- szwadron pionierów nr 8
- szwadron łączności nr 4 – dowódca por. Jan Kiśluk
- samodzielny pluton karabinów maszynowych nr 4 – dowódca ppor. rez. Kazimierz Kamler[d]
- pluton konny żandarmerii nr 4 – dowódca ppor. mgr Mieczysław Halardziński
- poczta polowa nr 28
- sąd polowy nr 40 – szef mjr Józef Hoszowski
- drużyna parkowa uzbrojenia nr 241
- park intendentury nr 241 – rtm. st. sp. Ryszard Maria Krystian Bazylewski †1940 Charków[27]
  - dowódca ambulansu weterynaryjnego – ppor. lek. wet. rez. Czesław Dominik Pawłowski †1940 Charków[28]
- pluton sanitarny konny nr 86 – dowódca por. rez. Eupacher
- kolumna taborowa kawalerii nr 241
- kolumna taborowa kawalerii nr 242
- kolumna taborowa kawalerii nr 243
- kolumna taborowa kawalerii nr 244
- kolumna taborowa kawalerii nr 245
- kolumna taborowa kawalerii nr 246 – ppor. Wacław Bielawski
- warsztat taborowy nr 241 – dowódca ppor. rez. Eugeniusz Gozda

Pododdziały przydzielone:
- 12 pułk ułanów
- 11 batalion strzelców
- IV batalion 84 pułku Strzelców Poleskich – dowódca mjr Wacław Jakub Sokol
- batalion karabinów maszynowych i broni towarzyszącej nr 7 – dowódca kpt. Karol Stanisław Charków
- pociąg pancerny nr 53 – dowódca kpt. Mieczysław Malinowski
- II pluton 66 eskadry obserwacyjnej – dowódca kpt. obs. Leonid Rochowski

| Obsada personalna Kwatery Głównej Wołyńskiej Brygady Kawalerii | Obsada personalna Kwatery Głównej Wołyńskiej Brygady Kawalerii | Obsada personalna Kwatery Głównej Wołyńskiej Brygady Kawalerii |
| Stanowisko etatowe                                             | Stopień, imię i nazwisko                                       | Dalsze losy                                                    |
| -------------------------------------------------------------- | -------------------------------------------------------------- | -------------------------------------------------------------- |
| dowódca brygady                                                | płk dypl. kaw. Julian Filipowicz                               | SZP / ZWZ / AK                                                 |
| oficer ordynansowy                                             | por. Tomasz Starnawski                                         |                                                                |
| szef sztabu                                                    | mjr dypl. kaw. Wilhelm Lewicki                                 |                                                                |
| oficer operacyjny                                              | por. dypl. Marian Mieczysław Rozwadowski                       | †20–22 IV 1940 Katyń                                           |
| pomocnik oficera operacyjnego                                  | por. Michał Paciorek                                           |                                                                |
| oficer informacyjny                                            | kpt. art. Wojciech Rankowicz                                   | PSZ na Zachodzie                                               |
| oficer informacyjny                                            | rtm. Bogdan Jakub Possart                                      | niemiecka niewola                                              |
| dowódca łączności                                              | kpt. łącz. Izydor Stanisław Malinowski                         |                                                                |
| kwatermistrz                                                   | kpt. dypl. art. Stanisław Koszutski                            | PSZ na Zachodzie                                               |
| oficer intendentury                                            | kpt. int. z wsw Mieczysław Parniewski                          |                                                                |
| oficer transportowy                                            | rtm. Leopold Baranowski                                        |                                                                |
| oficer uzbrojenia                                              | por. Antoni Ciałowicz                                          |                                                                |
| naczelny lekarz                                                | mjr lek. dr Franciszek Majkowski                               |                                                                |
| naczelny lekarz weterynarii                                    | mjr lek. wet. dr Tadeusz Górka                                 |                                                                |
| komendant Kwatery Głównej                                      | mjr kaw. Kajetan Jaroszewicz                                   |                                                                |
| dowódca szwadronu sztabowego                                   | ppor. Stanisław Gołębski                                       |                                                                |
| oficer gospodarczy                                             | ppor. int. rez. Stefan Sulpicjusz Wengorek                     |                                                                |

## Upamiętnienie

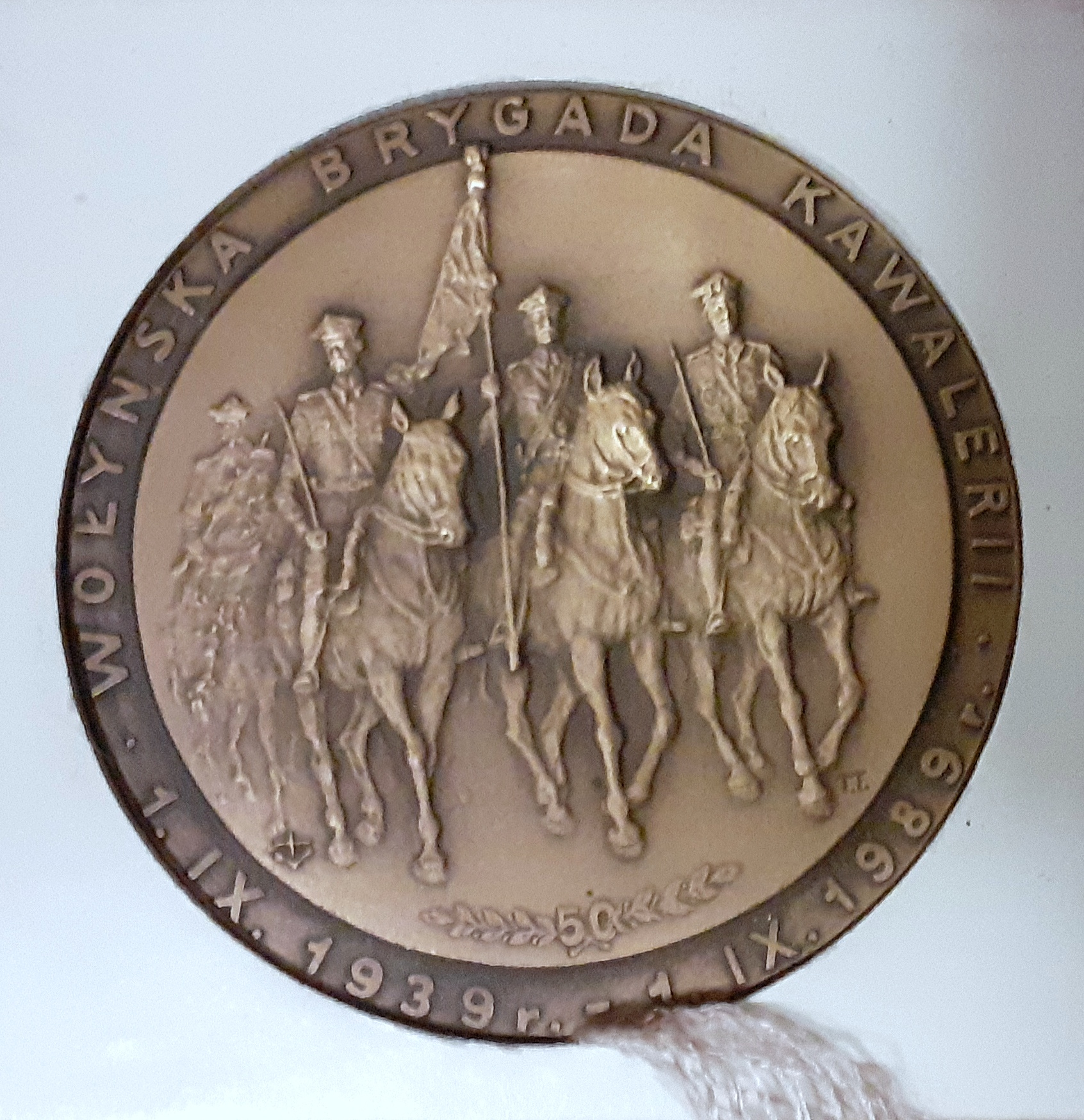
Plakieta WBK 1939–1989
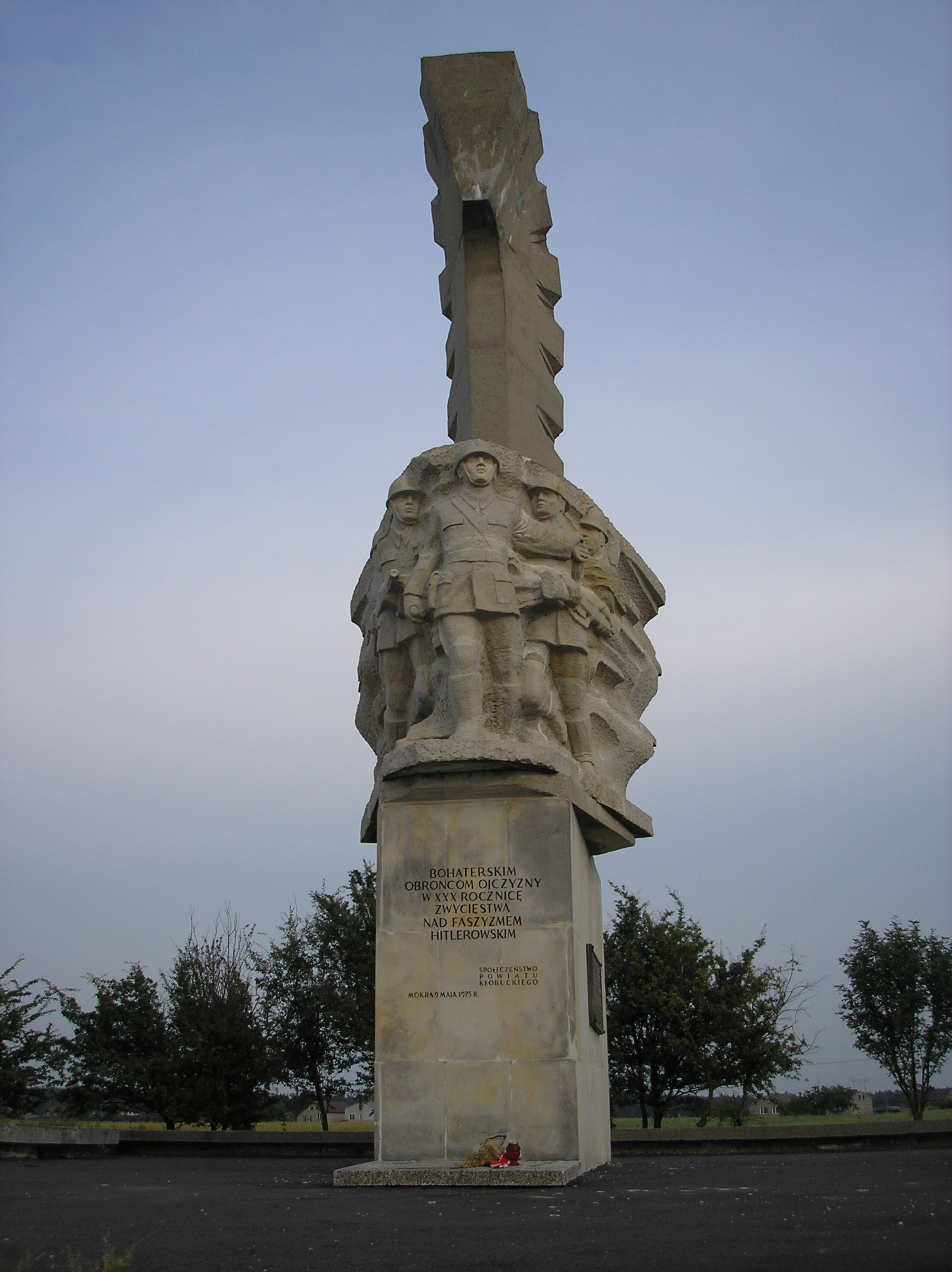
Pomnik upamiętniający bitwę pod Mokrą